# Cleora venustaria
Cleora venustaria là một loài bướm đêm trong họ Geometridae.